# Hiienlompolo
Hiienlompolo är en sjö i Pajala kommun i Norrbotten och ingår i Torneälvens huvudavrinningsområde. Hiienlompolo ligger i Torne och Kalix älvsystem Natura 2000-område.